# Philodromus peninsulanus
Philodromus peninsulanus là một loài nhện trong họ Philodromidae.
Loài này thuộc chi Philodromus. Philodromus peninsulanus được Willis J. Gertsch miêu tả năm 1934.